# Enrique Pichon-Rivière
Enrique Pichon-Rivière (Ginebra, 25 de junio de 1907 - 16 de julio de 1977) fue un médico psiquiatra francés nacido en Suiza, nacionalizado argentino, considerado uno de los introductores del psicoanálisis en Argentina y generador de la teoría de grupo conocida como grupo operativo, herramienta de suma importancia en la psicología social.
En la década de los años 1940 se convirtió en uno de los miembros fundadores de la Asociación Psicoanalítica Argentina (APA) y en la década de 1950 participó en la creación de la Primera Escuela Privada de Psicología Social y del Instituto Argentino de Estudios Sociales (IADES).
La originalidad de su teoría se basa en la visión dialéctica del funcionamiento de los grupos y de la relación entre la dialéctica, la homeostasis y la cibernética. En el año 1958 lleva a cabo la primera experiencia de Grupos Operativos en la Facultad de Ciencias Económicas de Rosario, llamada Experiencia Rosario.
En el año 1967 realiza la primera experiencia acumulativa en el Hospital Español de Rosario y al año siguiente se abre en esta ciudad la Escuela de Psicología Social de Rosario, que tuvo como docentes a Pichon-Rivière y su personal de la Escuela de Buenos Aires. 
El Irdes se fundó recién en 1978 y fue resultado de una división de aquella primera escuela de Psicología Social y posterior reagrupamiento.

## Biografía
Enrique Pichon-Rivière nace el 25 de junio de 1907 en Ginebra, Suiza, siendo sus padres franceses (madre oriunda de la ciudad de Lyon y padre de Bretaña). Su padre había tenido dos hijas y tres varones de un primer matrimonio. Al fallecer su esposa, contrae matrimonio en segundas nupcias con la hermana de su mujer fallecida. Enrique será el único hijo nacido de este segundo matrimonio y, en consecuencia, el más joven de la familia. Tanto Alphonse como Joséphine -sus padres- renegaron de su origen burgués, abrazando ideas progresistas y  mostraron una actitud de rebeldía a las normas culturales de la época. Ambos eran admiradores de la poesía "rebelde" de Arthur Rimbaud y Charles Baudelaire y de fuertes convicciones socialistas. Rechazaban el racismo y los estereotipos machistas que predominaban en el inicio del siglo XX.
En el año 1911, su familia llega a Buenos Aires para luego trasladarse al pueblo de Florencia, en la provincia de Santa Fe, en la región conocida como Chaco santafesino (como provincia botánica), lo que genera una confusión, puesto que Pichon Rivière jamás vivió en la provincia del Chaco, sino en la región conocida como Chaco santafesino, correspondiente al extremo norte de dicha provincia. Su padre, que había sido militar en la Academia Militar de Saint-Cyr, fue enviado por su familia a Inglaterra para estudiar la industria textil. Posteriormente la familia decide mudarse a Argentina por razones que el mismo Enrique Pichon-Rivère dijo desconocer. Su padre comienza a explotar concesiones de tierras otorgadas por el Estado argentino, donde intenta sin éxito producir algodón. Es así que la familia debe emigrar a la provincia de Corrientes, primeramente a Bella Vista y luego a Goya, una ciudad costera del río Paraná, que sufría recurrentes inundaciones. En ese ambiente de la cuña boscosa transcurre su infancia con una fuerte influencia de la cultura guaraní, el contacto cotidiano con los indígenas y una modesta vida campesina. Allí aprende primero a hablar guaraní y francés y luego el castellano.
Cuando Enrique tiene 6 o 7 años se entera de lo que él llamaría "el gran secreto familiar": sus hermanos y hermanas no son de la misma madre que él, sino medio hermanos y hermanas (solo del mismo padre). Cursa sus estudios medios en la ciudad de Goya y una vez culminados, funda el Partido Socialista de Goya.
En 1924 comienza sus estudios de medicina en la ciudad de Rosario, que termina en 1936 en la ciudad de Buenos Aires.

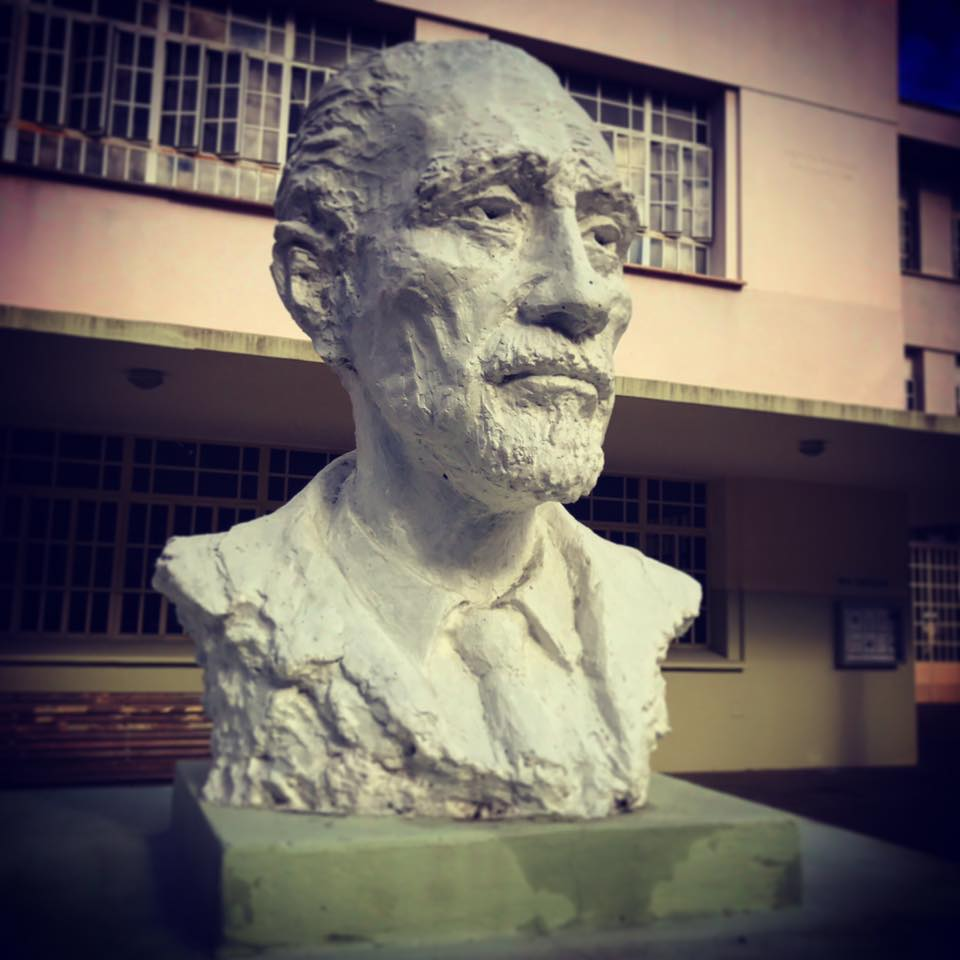
Busto de Enrique Pichon-Rivière. Esta efigie se encuentra en el Hospital Borda, donde se erige como símbolo representativo de la "Escuela de Psicoanálisis del Borda".

Inicia sus prácticas como psiquiatra en El Asilo de Torres, Open Door cerca de la ciudad de Luján, en la provincia de Buenos Aires. Más tarde se muda a la ciudad de Buenos Aires, donde trabaja en otro sanatorio y como periodista en el diario Crítica (1930-1931). En este periodo se interesa por la poesía, poniendo especial atención en los poetas malditos franceses y en Isidore Ducasse.
Una vez recibido, entre los años 1938 y 1947 se desempeña como Jefe interino del Servicio de admisión del Hospicio de Las Mercedes, hoy conocido como Hospital Interdisciplinario Psicoasistencial "José Tiburcio Borda", trabajando en dicho hospicio durante quince años. Por una investigación realizada por Julio Cavalli sobre la familia Aberastury, se sabe que este asilo decimonónico situado en el sur de la ciudad de Buenos Aires fue fundado por el abuelo del prestigioso psiquiatra Gonzalo Bosch. Gonzalo Bosch, que dirigía en aquel momento el Hospicio de las Mercedes, sería el encargado de incorporar a Pichon-Rivière al plantel médico y éste a su vez a los hermanos Arminda Aberastury (pionera del psicoanálisis de niños y adolescentes en Argentina) y Federico Aberastury (médico embriólogo de la Universidad de Buenos Aires, ampliamente conocido por haber sido el primer presidente de la Sociedad Argentina de Grafología y por sus investigaciones en el área de la grafología y la grafopatología).
A principios de la década de los 40 funda junto con Ángel Garma, Celes Ernesto Cárcamo, Marie Langer y Arnaldo Rascovsky la Asociación Psicoanalítica Argentina (APA), de la que luego se alejaría, más interesado en el aspecto social y la actividad de los grupos en la sociedad. Eso lo llevó a trabajar en la Escuela de Psicología Dinámica, luego denominada Escuela de Psicología Social.
En 1937 se casa con la reconocida psicoanalista Arminda Aberastury, a quien había conocido por su amistad con el hermano de ella, Federico Aberastury, y que fuera una de las integrantes de la reciente formada APA. Aberastury influyó en las teorías desarrolladas por Pichon-Rivière, dada la especialización que había realizado en los estudios sobre Melanie Klein y los métodos de Sophie Morgenstern.
En el año 1953 crea la Primera Escuela Privada de Psicología Social.
En el año 1955, junto con Gino Germani y con el apoyo de la Facultad de Ciencias Económicas, el Instituto de Estadística de la Facultad de Filosofía y su Departamento de Psicología y la Facultad de Medicina en Rosario, funda el Instituto Rosarino de Estudios Sociales (IRDES) y asume el cargo de director.
El 24 de noviembre de 1972 su esposa Arminda Aberastury decide quitarse la vida. Según afirman algunos allegados a la familia se debió a una enfermedad de la piel que la desfiguraba. Pichon-Rivière inició una relación de pareja con su exalumna y colaboradora Ana Pampliega de Quiroga, a quien había conocido en 1965.[cita requerida]